# Lovrečka Velika
Lovrečka Velika – wieś w Chorwacji, w żupanii zagrzebskiej, w mieście Vrbovec. W 2011 roku liczyła 198 mieszkańców.